# ایستگاه برق آبی اوتنباخ
ایستگاه برق آبی اوتنباخ (به لاتین: Ottenbach Small Hydro) یک نیروگاه برقابی در سوئیس است که در Ottenbach واقع شده‌است.